# Rhaphium grande
Rhaphium grande är en tvåvingeart som först beskrevs av Charles Howard Curran 1923.  Rhaphium grande ingår i släktet Rhaphium och familjen styltflugor. Inga underarter finns listade i Catalogue of Life.